# Radeau des cimes
Pour les articles homonymes, voir Radeau (homonymie).
Radeau des cimes est le nom d'expéditions scientifiques sur la biodiversité de la forêt. Menées notamment par Dany Cleyet-Marrel (pilote), Francis Hallé (botaniste), Gilles Ebersolt (architecte), Patrick Blanc et Olivier Pascal (collaborateurs scientifiques) notamment, à partir de 1986, elles ont eu pour objectif d'explorer la canopée des forêts tropicales.
Antoine de Maximy a réalisé un documentaire sur plusieurs de ces expéditions.

## Description
Le principe est d'observer la cime des arbres de la forêt primaire par le haut, à l'aide d'une plateforme légère de 300 ou 600 m2. Cette structure, de forme hexagonale, est déposée au-dessus des arbres à l'aide d'un ballon dirigeable à air chaud. Ce « radeau » sert à la fois de laboratoire et de lieu de vie pour les scientifiques. Il est constitué d'un assemblage de pontons reliés par un filet.
L'intérêt est que la grande majorité des formes de vie végétale et animale se trouve au sommet, dans la canopée, et ne peut être observé depuis le sol. Ces expéditions ont permis de décrire de nombreuses espèces jusqu'alors inconnues, et de prendre conscience de l'importance de la canopée dans la biodiversité. Une des découvertes de ces expéditions a été que les différentes branches maîtresses d'un grand arbre n'ont pas forcément le même génome.
Pour étudier la canopée, des équipements annexes ont été élaborés à partir du Radeau des cimes :
- l'Ikos, une structure habitable polygonale (icosaèdre) fixée au sommet d'un arbre,
- l'Étoile des cimes, une sorte de tente entourée de filets, acheminée par montgolfière et arrimée en haut d'un arbre,
- la Bulle des cimes, un ballon gonflé à l'hélium permettant à un scientifique de cheminer le long d'un câble à la cime des arbres.

## Expéditions
- Guyane – Crique Couleuvre 1986, opération à caractère essentiellement technique[4].
- Guyane – Petit Saut 1989, 1re opération à caractère scientifique[4].
- Cameroun – Camp Akok 1991, 2e opération à caractère scientifique[4].
- Guyane – Paracou 1996[5], 3e opération à caractère scientifique[4].
- Gabon – La Makandé 1999[5], 4e opération à caractère scientifique[4].
- Madagascar – Masoala 2001[5]
- Panama – San Lorenzo 2003[5]
- Panama – Barro Colorado 2004[5]